# سيمون مردوخ
سيمون مردوخ (بالإنجليزية: Simon Murdoch)‏ هو دبلوماسي نيوزيلندي، ولد في 1948.